# Live from here, there and everywhere
Live from here, there and everywhere is een livealbum van de Amerikaanse band Circa. Het werd opgenomen tijdens de promotietour, die de band verzorgde na rondom de release van het studioalbum And so on. Het is geen concertregistratie, de tracks werden verzameld gedurende de geheel tournee. 

## Musici
- Billy Sherwood – zang, gitaar
- Rick Tierney – basgitaar
- Tony Kaye – toetsinstrumenten
- Scott Connor – slagwerk

## Muziek
| Nr. | Titel                  | Duur  |
| --- | ---------------------- | ----- |
| 1.  | And so on              | 9:35  |
| 2.  | Ever changing world    | 6:55  |
| 3.  | True progress          | 10:25 |
| 4.  | Cast away              | 7:07  |
| 5.  | Remember along the way | 12:04 |
| 6.  | Half way home          | 5:42  |
| 7.  | Together we are        | 7:58  |
| 8.  | If it's not too late   | 13:24 |